# Робертсон, Джон Тейт
Джон Тейт Ро́бертсон (англ. John Tait Robertson; 25 февраля 1877, Дамбартон, Шотландия — 24 января 1935, Уилтшир, Англия) — шотландский футболист и тренер. Выступал на позиции защитника.
Джон Робертсон играл на позиции центрального защитника, карьера которого была связана в течение короткого времени с «Эвертоном» и «Саутгемптоном» до переезда в «Рейнджерс», где он выиграл последовательно три чемпионата Шотландии. Он также провел 16 матчей за сборную Шотландии с 1898 по 1905 год и забил 3 мяча, все мячи были забиты сборной Уэльса.
В апреле 1905 года Робертсон стал первым тренером новообразованного футбольного клуба «Челси», но одновременно продолжал играть в «Челси» в качестве игрока. Робертсон является автором первого гола «Челси», который он забил «Блэкпулу» 9 сентября 1905 года. Этот гол стал победным, «Челси» выиграл со счётом 1:0. В своём первом сезоне он привёл клуб к третьему месту во Втором дивизионе. Затем он неожиданно ушёл из клуба 27 ноября 1906 года. «Челси» на то время шёл третьим в турнирной таблице. В конце сезона 1906/07 «Челси» вышел в Первый дивизион, но уже под руководством Уильяма Льюиса. Вскоре Робертсон стал играющим тренером в «Глоссоп Норт Энд», где он оставался до лета 1909 года, когда он стал тренером резервной команды «Манчестер Юнайтед».
Умер Джон Тейт Робертсон в Уилтшире 24 января 1935 года. В возрасте 57 лет.

## Достижения
«Саутгемптон»
- Чемпион Южной Футбольной лиги: 1898/99

«Рейнджерс»
- Чемпион Шотландии (3): 1899/00, 1900/01, 1901/02
- Итого: 3 трофея